# Dan Bain
Donald Henderson Bain, detto Dan (Belleville, 14 febbraio 1874 – Winnipeg, 15 agosto 1962), è stato un hockeista su ghiaccio canadese.

## Biografia
Atleta amatoriale e commerciante, aveva origini scozzesi.
Ha giocato con i Winnipeg Victorias dal 1894 al 1902, vincendo per tre volte la Stanley Cup.
Nel 1949 è stato inserito nella Hockey Hall of Fame.
È deceduto a Winnipeg all'età di 88 anni.